# Sentoryū Henri
Sentoryū Henri (japanisch 戦闘竜 扁利; * 16. Juli 1969 in Tachikawa, Präfektur Tokio als Henry Armstrong Miller) ist ein amerikanisch-japanischer Mixed-Martial-Arts-Sportler und ehemaliger Sumōringer.
Der Sohn einer Japanerin und eines afroamerikanischen US-Soldaten verbrachte seine frühe Kindheit auf der Yokota Air Base, bevor er im Alter von sechs Jahren mit seinen Eltern nach Ferguson bei St. Louis zog, worauf die Aussprache seines Ringnamens anspielt. Bereits im Grundschulalter begann er zu ringen; nach dem Schulabschluss 1987 kehrte er nach Japan zurück, um professioneller Sumōtori zu werden.
Verletzungen war es zu verdanken, dass sich Sentoryūs Eintritt in die zweithöchste Division Jūryō bis zum November 1994 verzögerte. Bereits zwei Turniere später stieg er zudem vorerst wieder ab – vorübergehend nahm er von 1997 bis zur Rückkehr in die Juryo den Kampfnamen Kaishinzan an – und konnte erst mit einem Makushita-Turniersieg (7–0) im Mai 1999 seinen Wiederaufstieg in die Reihen der Sekitori erreichen.
Im Juli 2000 gelang der Aufstieg in die Makuuchi-Division, wobei Sentoryū mit 72 Turnieren seit Karrierebeginn dafür so lange benötigt hatte wie kein Ausländer vor ihm. Ein schlechtes Ergebnis im September desselben Jahres ließ ihn bereits wieder in die Jūryō zurückfallen. Im Januar 2002 bestritt er noch ein Turnier als Maegashira, musste danach wegen einer Verletzung zwei Turniere aussetzen und bestritt mit Ausnahme einer kurzen Rückkehr in die Jūryō im September 2003 den Rest seiner aktiven Ringerlaufbahn in der Makushita-Division. Im November 2003 nahm er seinen Abschied.
Im April 2004 stand Sentoryū für Pride FC erstmals als MMA-Kämpfer im Ring. Dort verzeichnete er unter dem Ringnamen Sentoryū bisher sechs Siege und elf Niederlagen in 17 Begegnungen (Stand März 2011).